# Татарстан
Татарстан (тат. Татарстан, Tatarstan), званично Република Татарстан (тат. Татарстан Республикасы, Tatarstan Respublikası — „Татарстан Република”), је конститутивни субјект Руске Федерације са статусом републике на простору поволшке Русије.
Главни град републике је град Казањ.
Површина републике је 68.000 km² са бројем становника који износи 3.800.000 становника. Већину становништва чине Татари (52,9%) и Руси (39,5%), а званични језици су татарски и руски. Незванични мото Татарстана је Buldırabız! (срп. Можемо!).

## Етимологија
Република је добила име по титуларном народу Татарима који су најбројнији народ у овој републици (са око 53%), док су Руса други (са око 40%). Татари су народ туркијског порекла, традиционално сунитски муслимани или православни хришћани.
Република је позната и под именима Татарстан Җөмһүрияте, Tatarstan Cömhüriäte (җөмһүрият, cömhüriät је тат. назив за републику; срп. Татарстан Република, рус. Татарская Республика), као и Татария, 
(?), (срп. Татарија, рус. Тата́рия), али ти називи нису званични називи републике и више се користе колоквијално.
Први етноним Татари појављује се међу монголским племенима југоисточно од Бајкалског језера у периоду 6–9 века. У 13. веку са монголско-татарским освајањима назив Татара постао је познат и у Европи.

## Географија
Налази се у средишту Источноевропске низије, отприлике 600 km источно од Москве. Лежи дуж река Волге и Каме (Волге), и пружа се источно према Уралу.
- Површина: 67.836,2 km²
  - Границе:
  - унутрашње: Кировска област (север), Удмуртија (север-североисток), Башкортостан (исток-југоисток), Оренбуршка област (југоисток), Самарска област (југ), Уљановска област (југ-југозапад), Чувашија (запад), Мариј Ел (запад-северозапад).
- Највиши врх: 343
- Највећа удаљеност у правцу север-југ: 290 .
- Највећа удаљеност у правцу исток-запад: 460 .

### Временска зона
Татарстан се целом површином налази у Московској временској зони (MSK/MSD). UTC јој је +0300 (MSK)/+0400 (MSD).

### Реке
Највеће реке су (татарски називи су у заградама):
- Белаја (Ağidel) (пловна)
- Ик (Iq)
- Кама (Çulman) (пловна)
- Волга (İdel) (пловна)
- Вјатка (Noqrat) (пловна)

### Клима
- Просечна температура у јануару: -16 °C
- Просечна температура у јулу: +19 °C
- Просечне годишње падавине: до 500

### Језера
Највећа вештачка језера су (татарски називи су у заградама):
- Кујбишевско језеро (Kuybışev)
- Нижњекамско језеро (Tübän Kama)

Највеће природно језеро је Кабан, а највећа мочвара је Куљагаш.

### Природна богатства
Највећа богатства Татарстана су нафта, природни гас и гипс. Претпоставља се да Татарстан има преко једне милијарде тона нафтних резерви.

## Демографија
У Татарстану живи 3.779.265 становника (подаци из 2002). Од тог броја етничких Татара има 2.000.116 (52,92%), 1.492.602 су етнички Руси (39,49%), а 126.532 (3,34%) Чуваши. Званични језици су татарски и руски.
Главни град Казањ је један од центара ислама у Русији. Већина Татара (60%) припада сунитском исламу, док су 5% православни хришћани. Руси и Чуваши који живе у Татарстану су углавном православни.

## Политика
На челу државне управе Татарстана налази се председник. Од 2008. године председник Татарстана је Минтимер Шајмијев. Татарстански Државни Савет има 100 места: педесет су за партијске представнике а осталих педесет места су за делегацију представника локалне власти. Представник Савета је Фарид Мухаметшин.
Према татарстанском уставу, председник може да буде изабран само од татарстанског народа, али због Руског савезног закона овај закон је суспендован на неодређено време. Руски закон о избору гувернера каже да гувернер треба да буде изабран од стране локалних парламента и да кандидат може да буде представљен само као председник.
Дана 25. марта 2005, Шајмијев је за време његовог четвртог мандата поново изабран за председника од стране Државног Савета. Ови избори су одржани после измене у закону о изборима и не противе се уставима Татарстана и Русије.

### Политички статус
Република Татарстан је уставна република у склопу Руске Федерације.

## Административна подела
Татарстан се налази у Источноевропској равници, између река Волге и Каме, источно од планине Урал. За време Совјетског Савеза, Татарстан је био подељен на три области: Бугулма, Чистопол и Казањ. Данас, Татарстан има статус административне републике и подељен је на следећи начин:

## Становништво
| 1989.     | 2002.     | 2010.     |
| --------- | --------- | --------- |
| 3,637,809 | 3,779,265 | 3,786,488 |

Татарстан насељава око 70  народа. Најбројније етничке групе су: Татари (52,9%), Руси (39,5%), Чуваши (око 3%), Мордвини, Удмурти, Маријци и Башкири.
Званични језици су татарски и руски. Према руском закону, званично писмо је ћирилица. Влада Татарстана, као и организације за људска права и неки руски интелектуалци силно се противе овом закону.
- Становништво: 3.779.256 (2002)
  - Градско: 2.790.661 (73,8%)
  - Сеоско: 988,604 (26,2%)
  - Мушко: 1.749.050 (46,3%)
  - Женско: 2.030.215 (53,7%)
- Жена на 1000 мушкараца: 1,161
- Просечна старост: 36.5 година
  - У градовима: 35.7 година
  - У селима: 38.7 година
  - Мушког становништва: 33.8 година
  - Женског становништва: 38.8 година
- Број домаћинства: 1.305.360 (са 3.747.267 људи)
  - У градовима: 970,540 (са 2.762.818 људи)
  - У селима: 334,820 (са 984,449 људи)

### Етничке групе
У Татарстану има око два милиона Татара и преко милион ипо етничких Руса, и мали број Чуваша, Маријца и Удумурта. Поред њих постоји и мали број Украјинаца, Мордвина и Башкира. Већина Татара су сунитски муслимани, али мали број Татара познат као Керашени су православне вере и неки од њих тврде како су различити од других Татара иако дијалекат којим причају се незнатно разликује од основног дијалекта татарског језика.
Према попису из 2002. становништво је следеће: Татари 52,92%, Руси 39,49%, Чуваши 3,35%, Удмурти 0,64%, Украјинци 0,64%, Мордвини 0,63%, Маријци 0,50%, Керашени 0,50%, Башкири 0,39%, Азери 0,26%, Белоруси 0,16%, Јермени 0,16%, Узбеци 0,13%, Таџици 0,10%, Јевреји 0,09%, Немци 0,08%, Казаци 0,05%, Грузини 0,05%, Молдавци 0,03%, Роми 0,02%, Лезгини 0,02% и различите друге етничке групе. Историјска статистика према пописима:
|        | попис 1926        | попис 1939        | попис 1959        | попис 1970        | попис 1979        | попис 1989        | попис 2002        | попис 2010        |
| ------ | ----------------- | ----------------- | ----------------- | ----------------- | ----------------- | ----------------- | ----------------- | ----------------- |
| Татари | 1.263.383 (48,7%) | 1.421.514 (48,8%) | 1.345.195 (47,2%) | 1.536.430 (49,1%) | 1.641.603 (47,6%) | 1.765.404 (48,5%) | 2.000.116 (52,9%) | 2.012.571 (53,2%) |
| Руси   | 1.118.834 (43,1%) | 1.250.667 (42,9%) | 1.252.413 (43,9%) | 1.382.738 (42,4%) | 1.516.023 (44,0%) | 1.575.361 (43,3%) | 1.492.602 (39,5%) | 1.501.360 (39,7%) |
| Чуваши | 127,330 (4,9%)    | 138,935 (4,8%)    | 143,552 (5,0%)    | 153,496 (4,9%)    | 147,088 (4,3%)    | 134,221 (3,7%)    | 126,532 (3,3%)    | 116,252 (2,1%)    |
| Други  | 84,485 (3,3%)     | 104,161 (3,6%)    | 109,257 (3,8%)    | 112,574 (3,6%)    | 140,698 (4,1%)    | 166,756 (4,6%)    | 160,015 (4,2%)    | 150.244 (4,1%)    |

Званични језици у Татарстану су татарски и руски. Према руском закону из 2002, званично писмо је ћирилица. Према многим организацијама, руским интелектуалцима и татарској влади овај закон је неприхватљив.

### Највећи градови
| Казањ Набережније Челни Нижњекамск Аљметјевск | 1.  | Казањ             | 1.143.546 | Зеленодољск Бугуљма Јелабуга Лењиногорск |
| Казањ Набережније Челни Нижњекамск Аљметјевск | 2.  | Набережније Челни | 513.242   | Зеленодољск Бугуљма Јелабуга Лењиногорск |
| Казањ Набережније Челни Нижњекамск Аљметјевск | 3.  | Нижњекамск        | 234.044   | Зеленодољск Бугуљма Јелабуга Лењиногорск |
| Казањ Набережније Челни Нижњекамск Аљметјевск | 4.  | Аљметјевск        | 146.309   | Зеленодољск Бугуљма Јелабуга Лењиногорск |
| Казањ Набережније Челни Нижњекамск Аљметјевск | 5.  | Зеленодољск       | 97.651    | Зеленодољск Бугуљма Јелабуга Лењиногорск |
| Казањ Набережније Челни Нижњекамск Аљметјевск | 6.  | Бугуљма           | 89.204    | Зеленодољск Бугуљма Јелабуга Лењиногорск |
| Казањ Набережније Челни Нижњекамск Аљметјевск | 7.  | Јелабуга          | 70.728    | Зеленодољск Бугуљма Јелабуга Лењиногорск |
| Казањ Набережније Челни Нижњекамск Аљметјевск | 8.  | Лењиногорск       | 64.127    | Зеленодољск Бугуљма Јелабуга Лењиногорск |
| Казањ Набережније Челни Нижњекамск Аљметјевск | 9.  | Чистопољ          | 60.703    | Зеленодољск Бугуљма Јелабуга Лењиногорск |
| Казањ Набережније Челни Нижњекамск Аљметјевск | 10. | Заинск            | 41.803    | Зеленодољск Бугуљма Јелабуга Лењиногорск |
| Казањ Набережније Челни Нижњекамск Аљметјевск | 11. | Азнакајево        | 34.853    | Зеленодољск Бугуљма Јелабуга Лењиногорск |
| Казањ Набережније Челни Нижњекамск Аљметјевск | 12. | Нурлат            | 32.601    | Зеленодољск Бугуљма Јелабуга Лењиногорск |
| Казањ Набережније Челни Нижњекамск Аљметјевск | 13. | Бавли             | 22.109    | Зеленодољск Бугуљма Јелабуга Лењиногорск |
| Казањ Набережније Челни Нижњекамск Аљметјевск | 14. | Мендељејевск      | 22.075    | Зеленодољск Бугуљма Јелабуга Лењиногорск |
| Казањ Набережније Челни Нижњекамск Аљметјевск | 15. | Буинск            | 20.352    | Зеленодољск Бугуљма Јелабуга Лењиногорск |
| Казањ Набережније Челни Нижњекамск Аљметјевск | 16. | Агриз             | 19.300    | Зеленодољск Бугуљма Јелабуга Лењиногорск |
| Казањ Набережније Челни Нижњекамск Аљметјевск | 17. | Арск              | 18.114    | Зеленодољск Бугуљма Јелабуга Лењиногорск |
| Казањ Набережније Челни Нижњекамск Аљметјевск | 18. | Мензелинск        | 16.476    | Зеленодољск Бугуљма Јелабуга Лењиногорск |
| Казањ Набережније Челни Нижњекамск Аљметјевск | 19. | Мамадиш           | 14.435    | Зеленодољск Бугуљма Јелабуга Лењиногорск |
| Казањ Набережније Челни Нижњекамск Аљметјевск | 20. | Тетјуши           | 11.596    | Зеленодољск Бугуљма Јелабуга Лењиногорск |

## Привреда
Татарстан је један од најбогатијих региона у Русији, првенствено због своје нафтне индустрије (били су водећи произвођач нафте у Совјетском Савезу 60-их година 20. века). Најразвијенија индустрија је петрохемијска, такође је развијена и грана производње тешких камиона, по чему су познати у целом свету (КАМАЗ).
Република има високу развијену путну инфраструктуру. Кроз Татарстан пролази главна линија цеви носећи природни гас из Уренгоја и Јамбурга ка западу и већим системима транспорта обезбеђујући нафту разним местима у Европском делу Русије.